# Anna Dudkiewicz
Anna Teresa Dudkiewicz (ur. 2 października 1948 w Piotrkowie Trybunalskim) – polska polityk, posłanka na Sejm X i I kadencji (1989–1993).

## Życiorys
Ukończyła Wyższą Szkołę Pedagogiczną w Częstochowie w 1980, uzyskując tytuł naukowy magistra pedagogiki. Przewodniczyła Zarządowi Wojewódzkiemu Ligi Kobiet Polskich w Piotrkowie Trybunalskim (1985–1990) oraz Zarządowi Zakładowemu LKP w Fabryce Maszyn Górniczych „Pioma”. Kierowała Zakładowym Domem Kultury „Gwarek” przy tej fabryce. Przez dwie kadencje zasiadała w Wojewódzkiej Radzie Narodowej w Piotrkowie Trybunalskim. Członkini Polskiej Zjednoczonej Partii Robotniczej od 1978 do rozwiązania.
W 1989 uzyskała mandat posłanki na Sejm kontraktowy, została wybrana w okręgu piotrkowskim. Na koniec kadencji należała do Parlamentarnego Klubu Lewicy Demokratycznej. Była członkinią Komisja Kultury i Środków Przekazu i Komisja Sprawiedliwości. Współzakładała Parlamentarną Grupę Kobiet w Sejmie X Kadencji.
W 1991 ponownie uzyskała mandat poselski z okręgu piotrkowskiego z listy Sojuszu Lewicy Demokratycznej. Należała do Komisji Administracji i Spraw Wewnętrznych oraz ponownie do Komisji Kultury i Środków Przekazu. Z ramienia Krajowej Partii Emerytów i Rencistów ubiegała się bezskutecznie o mandat poselski w wyborach w 1997.
Delegat Sejmiku Wojewódzkiego dla województwa piotrkowskiego w latach 1994–1998. Radna Piotrkowa Trybunalskiego (1994–2002) i członek zarządu miasta (1999–2002).

## Odznaczenia
- Złoty Krzyż Zasługi (1987)
- Medal 40-lecia Polski Ludowej (1984)
- Odznaka „Zasłużony Działacz Kultury”
- Odznaka „Za Zasługi dla Województwa Piotrkowskiego”